# Fliegende Panzerfaust
O Fliegende Panzerfaust foi um projecto desenvolvido pela Luftschiffbau-Zeppelin GmbH para a criação de um interceptor de curto alcance para a Luftwaffe. Seria puxado por um Bf 109, da descolagem até ao local de combate aéreo, onde seria solto, accionaria os foguetes e tentaria abater os bombardeiros aliados.
Este projecto fazia parte do conjunto de projectos em torno da Armas Maravilha (Wunderwaffe). Foi proposto no Programa de Caças de Emergência (Jägernotprogramm) para ser usado contra os bombardeiros aliados que bombardeavam a Alemanha nas últimas fases da Segunda Guerra Mundial.